# Francesco Panconesi
Francesco Panconesi (Firenze, 26 agosto 1996) è un musicista, sassofonista, polistrumentista, improvvisatore e compositore italiano.

## Biografia
Ha studiato al Liceo Musicale Dante di Firenze e successivamente alla Siena Jazz University.
Dal 2022 è membro stabile della band di Emma Nolde, con cui ha partecipato a tournée in festival e club italiani come il MI AMI Festival, l’Uno Maggio Taranto Libero e Pensante, il Locomotiv Club di Bologna e il Monk di Roma. Con la cantautrice ha inciso nell’album Nuovospaziotempo (Carosello Records, 2024), finalista alla Targa Tenco 2025 nella categoria "Miglior Album".
Nel 2023 ha pubblicato con Stefano Calderano e Nicholas Remondino l’album d’esordio del trio McCorman, A Page Is Turned | A Mountain Collapses | A Guy Leaves (Kohlhaas Records), registrato e masterizzato da Giuseppe Ielasi. Nello stesso anno ha composto Il resto come sempre per l’album piano, exploded di Luca Sguera (Shhpuma Records, 2023), accompagnato da un cortometraggio di Lorenzo Picarazzi presentato in vari festival internazionali.
Ha collaborato e collabora con numerosi musicisti italiani e internazionali, tra cui Stefano Battaglia, Dente, Francesca Gaza, Pietro Paris, Federico Nuti, Vieri Cervelli Montel, Luca Sguera e con il collettivo Goodbye, Kings, suonando in Italia e all’estero in contesti come il MI AMI Festival (Milano), il Locomotiv Club (Bologna), il dunk!festival (Belgio) e Jazzahead! (Germania).
Nel 2023 è stato co-direttore artistico della prima edizione del festival multidisciplinare RICAMI a Maresca (Pistoia). È inoltre membro del collettivo Palomar assieme a Iacopo Sichi, Davide Strangio e Marco Pasinetti.

## Discografia

### Discografia selezionata
- Transatlantic//Transiberian – Goodbye, Kings (Dunk!records/Overdrive, 2025)
- Folk Traffic – Pietro Paris (Encore Music, 2025)
- Nuovospaziotempo – Emma Nolde (Carosello Records, 2024)
- A Page Is Turned | A Mountain Collapses | A Guy Leaves – McCorman (Kohlhaas, 2023)
- InFormal Setting – Federico Nuti (Hora Records, 2022)
- Sfiorire – Francesca Gaza / Lilac For People (Tǔk Music, 2022)
- Text(us) – The Auanders (Auand Records, 2020)
- AKA – Luca Sguera (Auand Records, 2019)

### Discografia completa
2025
- Folk Traffic – Pietro Paris (Encore Music, 2025)
- Transatlantic//Transiberian – Goodbye, Kings (Dunk!/Overdrive, 2025)
- Santa Tenerezza – Dente (INRI/ADA Music Italy, 2025)
- Acqua Santa – Francesco Di Bella (La Canzonetta, 2025)

2024
- Nuovospaziotempo – Emma Nolde (Carosello Records, 2024)
- Gently Broken – Michelangelo Scandroglio (Auand Records, 2024)

2023
- A Page Is Turned | A Mountain Collapses | A Guy Leaves – McCorman (Kohlhaas, 2023)
- Opus Mixtum, Vol. 1 – Opus Mixtum Collective (JIPÓ Records, 2023)
- Il resto come sempre – Luca Sguera piano, exploded (Shhpuma/Clean Feed, 2023)
- Luna di miele, fine del mondo – Gregorio Sanchez (Garrincha Dischi/Sony Music, 2023)

2022
- InFormal Setting – Federico Nuti (Hora Records, 2022)
- ZENMUSIC (EP) – Luca Zennaro (JIPÓ Records, 2022)
- PATCHWORK (EP/cassetta) – LAMIEE. / hystrix kitsch (Esc.rec., 2022)
- Sfiorire – Francesca Gaza / Lilac For People (Tǔk Music, 2022)
- The Cliché Of Falling Leaves – Goodbye, Kings (Overdrive Records, 2022)
- I (Primo) – Vieri Cervelli Montel (Tǔk Music / Tanca, 2022)

2021
- CTB, few hypotheses – Luca Sguera AKA (2021, uscita digitale)

2020
- Text(us) – The Auanders (Auand Records, 2020)
- Berlin Sessions (EP) – Luca Sguera AKA (Auand Records, 2020)
- È come vivere al rallentatore... – Luca Sguera AKA (autoprodotto, 2020, uscita digitale)

2019
- Smòs Octet – Nicolò Francesco Faraglia (Aut Records, 2019)
- Lilac For People – Francesca Gaza / Lilac For People (Auand Records, 2019)
- A Moon Daguerreotype – Goodbye, Kings (Scarlet Records, 2019)
- AKA – Luca Sguera AKA (Auand Records, 2019)

2018
- BlueRing Vol. I – BlueRing Improvisers (Rudi Records, 2018)

## Videografia
- Il resto come sempre (cortometraggio, regia di Lorenzo Picarazzi, 2023)
- respiro// (videoclip, regia di Eva Castellucci, 2023)
- The Cliché Of Falling Leaves (mediometraggio con Goodbye, Kings, 2022)